# Caloplaca namibensis
Caloplaca namibensis är en lavart som beskrevs av Kärnefelt. Caloplaca namibensis ingår i släktet orangelavar och familjen Teloschistaceae.   Inga underarter finns listade i Catalogue of Life.